# Tiranía
La tiranía (del latín tyrannus, «gobernante ilegítimo o un solo hombre», y a partir del griego τύραννος [týrannos], «rey soberano, gobernante de una polis») en el sentido que se dio al término en la Grecia Antigua, era el régimen de poder absoluto, de ordinario unipersonal, instaurado por un tirano; el gobernante que había accedido al poder mediante la violencia, derrocando al anterior gobierno de una polis (las ciudades-Estado griegas), gracias al apoyo popular (el del demos, «pueblo») o mediante un golpe de Estado militar o una intervención extranjera.
El tirano ocupaba el poder no por derecho (de iure), sino que lo detentaba por la fuerza (de facto). Para la mentalidad moderna, la tiranía se identifica con un uso abusivo y cruel del poder político que se ha usurpado, un poder no solo ilegítimo por su origen, sino también injusto por su ejercicio y que reprime cualquier oposición; pero entre los antiguos griegos, sin embargo, el término no estaba tan cargado de connotaciones peyorativas: en principio tenía una connotación positiva, puesto que muchos tiranos eran queridos y muy populares entre los ciudadanos de las polis (hasta el punto que algunos se contaron en la lista de los siete sabios de Grecia), aunque su forma de acceder al poder y conservarlo también fueran criticadas por los anteriores ocupantes del poder (la aristocracia), y la corrupción política de su ejercicio por parte de muchos de ellos terminara convirtiendo en odiada la figura de los tiranos, que pasaban a ser a su vez depuestos o incluso asesinados (tiranicidio).

En sentido vulgar un tirano es un rey que gobierna con violencia y sin respeto a la justicia ni a las leyes. Pero tomándolo rigurosamente, un tirano es un particular que se arroga la autoridad real sin tener derecho a ella: así entendían los griegos la palabra tiranos, y la atribuían indiferentemente a los buenos y a los malos príncipes cuya autoridad no era legítima, en cuyo supuesto tirano y usurpador son dos palabras sinónimas. Para dar diferentes nombres a cosas diferentes, yo llamaría tirano al usurpador de la autoridad real, y déspota al usurpador del poder soberano. El tirano es el que se mete contra las leyes a gobernar según ellas; y el déspota es el que se hace superior a las mismas leyes. Así el tirano puede dejar de ser déspota; pero el déspota es siempre tirano.
Jean-Jacques Rousseau, El contrato social.

## Etimología
La palabra griega tyrannos («señor», «amo», «soberano», pero no el gobernante hereditario o basileos, «rey», sino el gobernante absoluto no limitado por ley o constitución) parece ser un préstamo lingüístico de alguna lengua de Asia Menor, probablemente el lidio. También se ha establecido una comparación con la palabra etrusca turan («señora», «dama»), que se aplicaba como sobrenombre a Venus.

## Tiranos griegos

Ánfora de los tiranicidas, del Pintor de Berlín. Ática, 480 a. C.

El término “tirano" aparece por primera vez utilizado por Arquíloco (comienzos del siglo VII a. C.), y se aplicó inicialmente al rey Giges de Lidia, que en esa época llegó al trono por medios ilegítimos, según el sofista Hipias de Elis. Entre los gobernantes griegos, los primeros a los que se califica de tiranos fueron Ortágoras de Sición (que llegó al poder hacia el 676 a. C. -entre sus sucesores, los ortagóridas, estuvo Clístenes de Sición, antepasado del legislador Clístenes-), Fidón de Argos y Cípselo de Corinto (entre el 657 y el 627 a. C., cuando fue sucedido por su hijo Periandro). Otros tiranos de esta primera época son de polis de Asia Menor, como Trasíbulo de Mileto, Pitaco de Mitilene, Polícrates de Samos o Ligdamis de Naxos. El periodo de esplendor de tiranía fue el siglo VI a. C., cuando fueron derrocados los gobiernos de muchas polis de Asia Menor y las islas del Egeo, al tiempo que el Imperio persa tuvo ocasión de hacer sus primeras incursiones en Grecia, buscando muchos de estos tiranos su apoyo para consolidarse en el poder. También hubo tiranías en Sicilia y Magna Grecia, con Panetios de Leontinos, Fálaris y Terón de Agrigento. Pisístrato y sus descendientes, los pisistrátidas (Hipias e Hiparco), fueron tiranos de Atenas. Desde finales del siglo VI, y con las guerras médicas de la primera mitad del siglo V, decayeron las tiranías, en beneficio de gobiernos democráticos u oligárquicos liderados por Atenas y Esparta. Tras la guerra del Peloponeso, la crisis de la polis clásica que se extendió por el siglo IV a. C. trajo consigo un nuevo recurso a la figura del tirano: Dion y Dionisio de Siracusa, Evágoras de Chipre, Hermias de Atarneo, Licofrón y Jasón de Feras, Clearco de Heraclea, Timofano de Corinto, Eufrón de Sición o Cairón de Pelene. Tras la conquista macedónica y el imperio de Alejandro se establecieron distintas monarquías helenísticas, a las que siguió la conquista romana de Grecia. El último ejemplo de tirano, del siglo II a. C., sería Nabis de Esparta. La tiranía en Sicilia tuvo connotaciones particulares y se prolongó más a causa de la amenaza cartaginesa, lo que facilitó la ascensión de caudillos militares con amplio apoyo popular. Tiranos sicilianos como Gelón, Hierón I, Hierón II, Dionisio el Viejo y Dionisio el Joven mantuvieron cortes fastuosas y fueron mecenas culturales. Se ha señalado que entre los siracusanos se atribuía el origen etimológico de la palabra "tirano" (bien erróneamente, bien como un juego de palabras), al gentilicio "tirreno", que era el que aplicaban a los etruscos, otros de sus enemigos.

### Los tiranos en la literatura y la filosofía
El uso del término en la literatura griega clásica es neutral, sin connotaciones negativas, entre los trágicos e historiadores del siglo V: así se usa por Heródoto en su Historia y por Sófocles en Edipo rey. Menos favorables fueron los filósofos inmediatamente posteriores: En las Definiciones del Pseudo-Platón se caracteriza al régimen de los tiranos por su arbitrariedad. Platón utiliza casi los mismos términos en Político, y los da por supuestos en Gorgias. Tal como lo recoge Diógenes Laercio, también los consideraba arbitrarios Solón, que describe cómo valoran a aquellos que creen tener influencia sobre ellos: como a las piedras de los cálculos, a veces les sirven para representar una gran cantidad y a veces una minúscula ("igualmente los tiranos exaltan a unos y abaten a otros"). Para Aristóteles, en su análisis de las formas de gobierno (Política), la tiranía acumula los vicios de la democracia y los de la oligarquía, en razón del amor del tirano por las riquezas y de su hostilidad hacia el pueblo que desarma y esclaviza. También la considera "el peor régimen" y "el más alejado de una constitución"; y afirma:

El tirano sale del pueblo y de la masa contra los notables, para que el pueblo no sufra ninguna injusticia por parte de aquellos. Se ve claro por los hechos: casi la mayoría de los tiranos, por así decir, han surgido de demagogos que se han ganado la confianza calumniando a los notables.
De las tiranías, en efecto, unas se establecieron de este modo, cuando ya las ciudades habían crecido; otras, ante esto, surgieron de reyes que se apartaron de las costumbres de sus antepasados y aspiraban a un mando más despótico. Otras, de los ciudadanos elegidos para las magistraturas supremas, pues antiguamente las democracias establecían para mucho tiempo los cargos civiles y religiosos; otras surgían de las oligarquías cuando elegían a uno solo con poder soberano para las más importantes magistraturas.

Para los comediógrafos atenienses, como Aristófanes, la figura del tirano se utilizaba como representación del enemigo de la democracia ateniense, la tentación de que un ciudadano particular concentrase todo el poder en sus manos instaurando un poder despótico ("la condena aristocrática del tirano que habíamos visto en Alceo y en el moderado Solón se transforma en el antitiranismo de la plaza").

### Tiranos y lucha de clases
Siguiendo el consejo dado por Trasíbulo, tirano de Mileto, a Periandro, "hay que cortar las espigas que sobresalen". Eso significaba una represión brutal sobre los eupátridas: ejecuciones, ostracismos, confiscaciones y espionaje. Bajo una interpretación socioeconómica, la tiranía griega fue fruto de la lucha de las clases populares contra los abusos de la oligarquía de los aristoi (aristocracia) y los basileos (reyes-sacerdotes), cuyo derecho a gobernar venía sancionado por las tradiciones ancestrales y la mitología. Los tiranos llegaron con frecuencia al poder a través de revueltas populares y gozaron de la simpatía pública como gobernantes, al menos en sus primeros años en el poder. Pisístrato, pariente lejano de Solón, se atrajo a la facción de los ciudadanos más pobres de Atenas (los diakriori o hyperakriori -"los de la montaña", campesinos y artesanos-, opuestos a los pediakoi -"los de la llanura"- y a los paralia -"los de la costa"-, aristócratas y comerciantes, respectivamente) y mantuvo su apoyo con una política de gasto en obras públicas (construcción de astilleros, embellecimiento de la Acrópolis) y reformas agrarias. Fidón "democratizó" el ejército, superando el combate singular de los campeones homéricos mediante la unidad disciplinada de los ciudadanos en la falange hoplítica, de tal forma que se ha llegado a denominar el proceso como "revolución hoplítica".

... entre el démos hoplita y los nuevos tiranos se estableció una provechosa relación de mutuo beneficio, pues el pueblo apoyó con su peso militar al tirano dentro de su enfrentamiento con la aristocracia, y el tirano respondió por su parte favoreciendo, mejorando y consolidando la posición política y social del pueblo dentro de la ciudad. El démos se convirtió en el sustento del tirano, y el tirano, en el "campeón" del démos, como reclamaban las fuentes antiguas. Fidón de Argos constituyó su principal y, en realidad, único ejemplo, pues... el apoyo militar a las tiranías no fue un fenómeno generalizado, y ... no debía aplicarse a otros casos de tiranías arcaicas como la de Cipselo de Corinto, Ortágoras de Sición o Pisísitrato de Atenas.

De Pisístrato cuenta Aristóteles que eximió de impuestos a un agricultor a causa de lo particularmente infértiles que eran sus tierras.

... con el cultivo de la tierra aumentábanle a él [Pisístrato] también sus ingresos, ya que cobraba el diezmo de lo que se obtenía. Por esta razón estableció jueces municipales y él mismo salía a menudo al campo a para inspeccionar y zanjar disputas... A una de estas ... se refiere la anécdota ... relativa al campesino del Himeto que labraba lo que más tarde se llamó una finca exenta de pago; vio Pisístrato a un hombre que cavaba y labraba un terreno que era todo piedra, se extraño y mandó a un criado que le preguntara qué podía producir aquel terreno; respondió el labrador "y de estos disgustos y dolores es menester que Pisístrato tenga también el diezmo". Dijo esto sin conocer a Pisístrato, pero a éste le gustó su franqueza y laboriosidad y le eximió de todo tributo.
Aristóteles, Constitución de los atenienses, XVI.

Para contrastar la "popularidad" de un tirano benevolente con la "impopularidad" de un tirano opresivo, se dice que Cipselo podía pasear por las calles de Corinto sin escolta de ninguna clase (a pesar de la violencia de su llegada al poder, exterminando a los baquíadas en el 657 a. C.), mientras que su hijo Periandro tenía que hacerse acompañar de una guardia de mercenarios de cuya lealtad se aseguraba personalmente. El sucesor de Periandro, su sobrino Psamético, no pudo mantenerse en el poder, y fue depuesto a los tres años, siendo el último de los cipsélidas (de los dos hijos de Periandro, uno era de corta inteligencia y el otro, Licofrón, a quien había exiliado en Corcira, actuó de tirano allí hasta que fue asesinado por los habitantes de esa polis antes de que pudiera volver a Corinto, a donde le había llamado su padre para sucederle).

### Aisymnetes: tiranía electiva
El aisymnetes (αἰσυμνήτης, de αἶσα, aisa, "justa parte", por lo que se entiende como "el que da a cada uno su justa parte" -plural aisiymnetai-, a veces transliterado como "esimneta") era un magistrado electo al que en momentos de stasis (luchas civiles) se le conferían plenos poderes, con lo que podía considerarse una figura intermedia entre el tirano y el nomothetas (legislador), haciéndose indistinguible con el gobernante al que se denomina "tirano", pues se establece una tiranía electiva o tiranía temporal, como la que ejerció Fálaris en Agrigento. Se la ha comparado con la magistratura romana de la dictadura, siendo similares las figuras del griego Pitaco y el romano Cincinato, quienes por su propia voluntad volvieron a su vida privada como ciudadanos particulares tras ejercer sin límites el poder.
Inicialmente el aisymnetes era un juez de los juegos heroicos; en los poemas homéricos los aisymnetai son personajes de linaje principesco que se encargan de organizar los juegos durante las festividades. Entre los megarenses era un jefe de protocolo que conocía las convenciones y buenas costumbres, y por ello se le confiaban cuestiones jurídicas que implicaba convertirle en un magistrado investido de poderes extraordinarios. En algunas ciudades jonias llegó a ser el magistrado supremo. Aristóteles le considera un árbitro. Su historia se remonta a la época en que los jonios no habían partido de su tierra de origen en Grecia continental, la Acaya, donde se rendía culto a un Dionysos Aisymnetes.  En Mileto, una antigua y noble hermandad se dotaba cada año de un aisymnetes, al que se coronaba, para presidir las ceremonias públicas. También se denomina aisymnetes al jefe de un tíaso (la comitiva de Dionisos).
El cargo se fue convirtiendo en una magistratura suprema: Naxos poseía dos aisymnetai epónimos, y Teos un aisimnetes que ejercía jurisdicción y podía imponer penas de muerte. Los eolios pudieron disponer del cargo, puesto que Aristóteles lo menciona en la constitución de Cime, pero se aplica a personajes dotados de poderes extraordinarios encargados de promulgar un código de leyes, de modo que se convertían en dictadores o tiranos electivos, por un tiempo limitado o con carácter vitalicio. Así se explica que Pitaco, aisymnetes de Mitilene, fuera tildado de tirano o de rey por sus adversarios. Por contra, en Megara, los aisymnetai eran los miembros de la comisión permanente de la boulé. Hubo aisymnetai en Selinonte desde el siglo VI a. C., así como en Selymbria, Calcedonia, Callatis y Quersoneso, ciudades en las que también presidían la boulé.

### La religión y los tiranos
Llegados al poder, los tiranos se establecían en la acrópolis de su ciudad y procuraban desposeer a los eupátridas de sus privilegios sacerdotales, para concentrarlos en sí mismos y en sus familiares, entre los que repartían las magistraturas, creándose una fama de piadosos. Aristóteles indica que el tirano debe siempre mostrar un celo ejemplar en el culto, para que los ciudadanos crean que tienen a los propios dioses por aliados, atenuando el sentimiento de injusticia o los agravios que pudieran tener contra ellos. En su cálculo político, los tiranos fomentaban el culto a las divinidades panhelénicas y las poliades (las protectoras de cada ciudad, como Atenea en Atenas, Ares en Esparta, Hera en Argos, Artemisa en Éfeso, etc.), a los dioses populares y los héroes agrestes, excluyendo a las divinidades de carácter aristocrático. Así Clístenes interrumpe en Sición el culto de Adrasto, vinculado a la nobleza doria, y Pisístrato funda el Brauroneion (templo de Artemisa Brauronia) en la Acrópolis de Atenas. La expansión del culto a Dionisos, dios del vino y la alegría, data de la época de los tiranos.

### Tiranicidio
El más famoso tiranicidio de la antigüedad es el efectuado sobre el pisistrátida Hiparco por los tiranicidas Harmodio y Aristogitón, inmortalizados en una pareja de esculturas atribuidas a Critio y Nesiotes (en torno al 480 a. C.-470 a. C.) que marcan el final del estilo arcaico y el comienzo del clásico. La sublevación contra Tarquinio el Soberbio, a pesar de ser un rex (rey) fue justificada por la naciente República romana como un tiranicidio (no obstante el rey fue expulsado con su familia, no muerto).

## Tiranía en los autores de época romana
Historiadores de época romana como Suetonio, Tácito, Plutarco y Josefo suelen oponer el concepto de "tiranía" al de "libertad", especialmente en el contexto de la crisis de la República romana y la pérdida del poder de las antiguas instituciones (el Senado) en beneficio de la figura del emperador, con el episodio clave del asesinato de Julio César.

## Tiranía en las Partidas
En la segunda de las Partidas de Alfonso X, que glosaría Gregorio López: «Que fabla de los Emperadores e de los Reyes e de los otros grandes señores» (P.2.ª, título I, ley X), se definió al tirano como la antítesis del legítimo señor, a quien busca el poder por cualquier medio ilegítimo, impropio, a fin de fomentar sus propios intereses aun con escándalo del bien común, sirviéndose del estado en lesa majestad, aunque se dañe al reino y porqué, se infiere después, tienen el puesto sin mérito, nobleza o derecho, así este reino carece de valor futuro, lo gobernarán con recelo, contra el pueblo:

Tyrano tanto quiere dezir, como Señor, que es apoderado en algún Reyno, o tierra por fuerza, o por engaño, o por traycion. E estos tales son de tal natura, que después que son bien apoderados en la tierra, aman más de facer su pro, maguer sea daño de la tierra, que la pro comunal de todos, porque siempre biven a mala sospecha de la perder. E porque ellos pudiessen cumplir su entendímiento más desembargadamente, dixeron los Sabios antiguos, que vsaron ellos de su poder siempre contra los del pueblo, en tres maneras de artes:

Seguidamente, enuncia tres rasgos convergentes, actividades políticas o «artes» en un quid pro quo tirano:

«La primera es, que estos tales pugnan siempre, que los de su Señorío sean necios e medrosos, porque quando tales fuessen, non osarían levantarse contra ellos, ni contrastar sus voluntades». «La segunda es, que los del pueblo ayan desamor entre si, de guisa que non se fien unos de otros, ca mientras en tal desacuerdo bivieren, non osaran fazer ninguna fabla contra el, por miedo que non guardarían entre si fe, ni puridad». «La tercera es, que pugnan de los fazer pobres e de meterles a tan grandes fechos, que los nunca pueden acabar, porque siempre ayan que ver tanto en su mal, que nunca les venga al corazón, de cuydar fazer tal cosa, que sea contra su Señorío».

Así, figuradamente, el denominador común al concepto clásico de tirano es para quien se establece en reino, proyectando una sombra compuesta de tres temores:
- Difundir incultura para fomentar el temor y valiéndose de esa ignorancia acobardar al pueblo para establecer autocracia.
- Dividir con políticas que minen la feé pública y privada fomentando la desconfianza del pueblo entre sí y que por el temor de esa inseguridad nadie se confié con nadie.
- Fomentar la pobreza del pueblo y hacer políticas para establecer algún tipo de deuda o dependencia perpetua que atemorice en favor del estado del tirano.

La misma ley autorizaba a llamar propiamente  «estado tirano» a un reino cuyo statu quo final fuese:

E sobre todo esto siempre pugnaron los Tyranos, de hacer estragos a los poderosos (fig. nobles, notables, grandes), e de matar los sabios (fig. matar la sabiduría), e vedaron siempre en sus tierras, cofradías, e ayuntamientos de los omes, e procuran todavía, de saber lo que se dize, o se faze en la tierra (fig. espiar al pueblo en vez de velar por él), e fían más su consejo e guarda de su cuerpo en los estraños (fig. sostenerse más por la razón de extraños al reino, no ciudadanos), porque les sirvan a su voluntad (fig. adquirir aquellas voluntades para sus fines), que en los de la tierra (los propios o naturales), que han de fazer servicio por premio (fig. que requieren ser premiados para que hayan ciudadanos «buenos» en el reino, como decía Ulpiano. (...)

Y así la glosa de las partidas dice que: «Los reyes son guardados por los ciudadanos con su armas, mientras los tiranos son defendidos por mercenarios extranjeros», citando a Aristóteles en (3, Política, 10).

## Tiranía en Maquiavelo
Maquiavelo emplea tiranía en sus dos acepciones clásicas. Una referida al modo de ejercicio del poder y la otra vinculada a la forma con la cual el gobernante se hace con el poder. En la segunda acepción la palabra tiranía está implícita en la figura del Nuevo Príncipe. ... ¿cuál es el sentido o significado del término que privilegia el autor? ¿Es posible pensar la tiranía en Maquiavelo como un concepto sin connotación negativa? De ser así ¿es el príncipe nuevo realmente un tirano? ¿Son sus modelos de príncipes César Borgia y Castruccio Castracani, modelos de tiranos? ¿Es posible rastrear alguna concepción similar en los Discursos sobre la  primera década de Tito Livio? Finalmente ¿es necesaria la tiranía como paso previo para el establecimiento de un buen ordenamiento político?

## Connotación negativa en el tópico moderno y contemporáneo

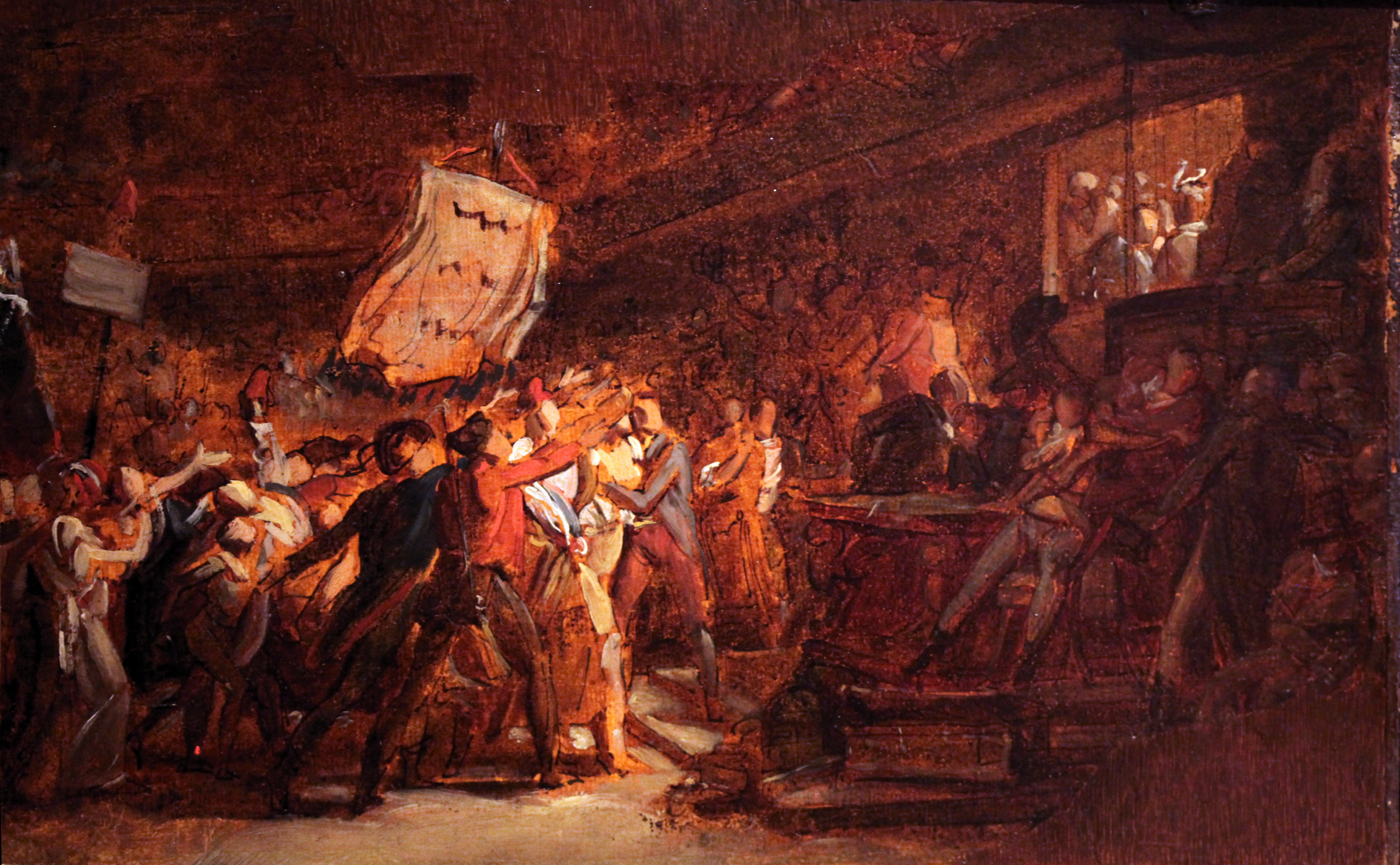
El pueblo francés exige la destitución del tirano el 10 de agosto de 1792, de François Gérard.

El uso moderno y contemporáneo del término "tirano", convertido en cliché o tópico, que insiste en rasgos desmesurados, como la rapacidad, la crueldad, la arbitrariedad y la injusticia; lo hace sinónimo de los términos, también convertidos en peyorativos, de déspota (título del Imperio bizantino), sátrapa (dirigente provincial del Imperio aqueménida) o dictador (magistrado excepcional, pero legal, en Roma). 
Sus enemigos presentaban como tirano a cualquier gobernante al que pretendieran deslegitimar, fuera Carlos I de España para los comuneros castellanos, Felipe II para los protestantes, Guillermo de Orange para los católicos, Carlos I de Inglaterra para el Parlamento, Jorge III de Inglaterra para los colonos norteamericanos, Luis XVI para los revolucionarios franceses o Napoleón Bonaparte para media Europa. En la Edad Contemporánea ha sido una constante la aplicación de término "tiranía" por parte de los opositores a los distintos sistemas políticos, particularmente a los que durante el siglo XX se calificaron de autoritarios y totalitarios (comunismo, fascismo, nazismo...); y de "tiranos" a sus dirigentes.
Como ejemplos de ese uso del concepto en distintos autores, pueden citarse:
- Bartolomé de las Casas, en su Brevísima relación de la destrucción de las Indias (uno de los orígenes intelectuales de la "leyenda negra" antiespañola), usa repetidamente el término para designar a los españoles en su relación con los indígenas:

... el capitán, principal tirano, envía gente al dicho hombre cruel (por cuya ferocidad los indios que eran pacíficos, y sufriendo grandes tiranías y maldades, se habían ido a los montes) el cual fue a buscallos, y porque no basta esconderse en las entrañas de la tierra, hallaron gran cantidad de gente, y mataron y despedazaron más de quinientas ánimas, hombres, mujeres e niños; porque a ningún género perdonaban.
...
Otro gobernador, o por mejor decir, destruidor de hombres, tirano... enviaba a mandar al tirano que tenía en su lugar puesto por teniente, dándole prisa que le enviase tantos cientos de esclavos...

- Entre otras obras españolas[51] que incluyen en su título la palabra "tirano", está El tirano castigado, de Lope de Vega (1599 );[52] mientras que Francisco de Quevedo escribió Política de Dios, Gobierno de Cristo y Tiranía de Satanás (1626).[53]
- El Padre Mariana, que justifica el tiranicidio (con gran repercusión en Europa), define al tirano como el que todo lo atropella y todo lo tiene por suyo.[54]
- A lo largo de la obra de Calderón es abundante el uso de los términos "tirano", "tiranía" y "tiranizar", vinculados a los términos "bárbaro", "cruel", "fiero", "impío", "inhumano", "riguroso", u "opresión".[55]
- Shakespeare califica así a Ricardo III: era un tirano sangriento y un homicida; alguien criado en sangre, y en sangre asentado.[56]
- John Locke usa el concepto de tiranía como parte de su argumento contra el derecho divino de los reyes en Dos tratados sobre el gobierno civil:

La tiranía es el ejercicio del poder más allá del derecho, donde nadie tiene derecho; y este haciendo uso de la fuerza que tiene en sus manos, no lo usa para el bien de los que están debajo de él, sino en su propia ventaja.

La visión de Locke, no distinta de la todos los autores que siguen la tradición latina, sigue apareciendo en los escritores de las siguientes generaciones, que ponen a la tiranía como contraste a las ideas de libertad o gobierno representativo (las de derechos humanos o democracia contemporánea son bien posteriores). En los philosophes de la Ilustración "tiranía" servía para calificar el sistema político y social del Antiguo Régimen, encabezado por la monarquía absoluta (fueran o no un "despotismo ilustrado") y los estamentos privilegiados (nobleza y clero); no obstante Rousseau distingue conscientemente la totalidad de los matices del término y su origen (véase el texto de la introducción).
- Louis Racine (hijo de Jean Racine) retrataba así una anécdota de la historia romana sacada de Tácito ("si se abriesen los corazones de los tiranos, entonces se vería cuán despedazados están"):

Al gran Augusto ¿qué ha de perturbarlo? / ¿Qué juez sobre la tierra ha de juzgarlo? / Con todo gime, llora, y son sus vicios / Su acusador, su juez y sus suplicios. / Siempre de humana sangre embriagado, / Y no obstante sediento, / En fin por sus maldades entregado / A un despecho violento, / Él mismo ante el Senado, a quien afrenta, / La imagen deplorable / De su desecho corazón presenta. / Aun más que sus vasallos miserable / Perece este tirano cada día / A manos de su cruel melancolía.

- La frase, atribuida a Thomas Jefferson: El árbol de la libertad debe ser regado con la sangre de los patriotas y de los tiranos, es uno de los tópicos de la independencia de los Estados Unidos.
- La Francia revolucionaria consideraba tiranos a los reyes europeos, coaligados contra ella, y así en la letra de La Marsellesa se dice: "Contra nosotros la tiranía alza / su sangriento pendón".
- La novela de Ramón del Valle Inclán Tirano Banderas, fue uno de los primeros modelos de ficción literaria de los dictadores hispanoamericanos.
- Benito Pérez Galdós en el episodio nacional, Napoleón en Chamartín, incluye en la trama esta reflexión sobre la tiranía, que pone en boca de uno de los personajes:

¿Quién podrá desmentir aquello de que el tirano es un hombre que abusa de las fuerzas de la sociedad para someterla a sus pasiones propias, y así la tiranía no es otra cosa que la injusticia apoyada en la violencia? ¿Qué tal? ¿Pues y dónde me dejan Vds. aquello de los derechos esenciales, sagrados e imprescriptibles que corresponden al hombre, y que le usurpa el pícaro del poder absoluto?... Nada, nada, Sr. D. Santiago, amigo Cuervatón, señoras y señoritas: tengan Vds. presentes estas palabras: «La violencia, la opresión, la credulidad, llegan frecuentemente a adormecer a los pueblos, a fascinar su entendimiento, a quebrantar en ellos los resortes de la naturaleza; pero cuando por favorables circunstancias abren los ojos y oyen la voz de la razón; cuando la necesidad les fuerza a salir de su letargo, entonces ven que los pretendidos derechos de sus tiranos, no son sino efectos de la injusticia, de la fuerza o de la seducción; entonces es cuando las Naciones, acordándose de su dignidad, ven que ellas no se han sometido a la autoridad sino para su bien, y que jamás han podido dar a nadie el derecho irrevocable de hacerlas felices».